# ایگور انگولو
ایگور انگولو (انگلیسی: Igor Angulo؛ زادهٔ ۲۶ ژانویهٔ ۱۹۸۴) بازیکن فوتبال اهل اسپانیا است.
از باشگاه‌هایی که در آن بازی کرده‌است می‌توان به باشگاه فوتبال مومبای سیتی، باشگاه فوتبال نومانسیا، باشگاه فوتبال انوسیس نئون پارالیمنی، باشگاه فوتبال کن، باشگاه فوتبال اتلتیک بیلبائو، باشگاه خیمناستیک تاراگونا، باشگاه فوتبال گوآ، باشگاه فوتبال گورنیک زابژه، باشگاه فوتبال آپولون اسمیرنیس، و باشگاه فوتبال اتلتیک بیلبائو بی اشاره کرد.
وی همچنین در تیم‌های ملی فوتبال زیر ۱۹ سال اسپانیا، زیر ۲۰ سال اسپانیا، و زیر ۲۱ سال اسپانیا بازی کرده‌است.